# 姊妹們的國際市場
《姊妹們的國際市場》（英語：International Markets for Sisters）是香港MakerVille製作的真人騷節目，由黃正宜（阿正）及余德丞（Dickson）主持，2022年10月10日至28日逢星期一至五22:30－23:00於ViuTV播出。

## 參加者
|          | 姓名               | 年齡 | 背景       | 職業              |
| 男參加者 | 黃寶漳（Mixson）   | 34   | 中法混血兒 | 模特兒、演員      |
| 男參加者 | 王勤傑（Kit）      | 29   | 泰國人     | 咖啡師            |
| 男參加者 | 鈴木啟介（鈴木）   | 27   | 日本人     | 文員、Youtuber    |
| 男參加者 | 杜國樑（Alex）     | 23   | 中法混血兒 | 文員、足球員      |
| 男參加者 | 黎振曦（Kiva）     | 17   | 中牙混血兒 | 模特兒            |
| 女參加者 | 李昭南（Mishy）    | 33   | 香港人     | 主持              |
| 女參加者 | 陳海寧（Isabella） | 28   | 香港人     | 演員、主持        |
| 女參加者 | 王嘉盈（Kaying）   | 24   | 香港人     | Youtuber          |
| 女參加者 | 何洛瑤（Sica）     | 22   | 香港人     | 主持              |
| 女參加者 | 馬曉晴（Maisy）    | 22   | 香港人     | 溜冰教練、Slasher |

## 每集內容
| 集數   | 首播日期 | 主題 |
| 2022年 |          | |
| 1      | 10月10日 | 異國戀約會之旅 |
| 2      | 10月11日 | 異國戀約會初體驗 |
| 3      | 10月12日 | 初次約會 * Maisy 和 Alex ③④ * Mishy 和 Mixson ③④ * Sica 和 鈴木 ④⑤ * Isabella 和 Kiva ⑤ * Kaying 和 Kit ⑥                    |
| 4      | 10月13日 | 初次約會 * Maisy 和 Alex ③④ * Mishy 和 Mixson ③④ * Sica 和 鈴木 ④⑤ * Isabella 和 Kiva ⑤ * Kaying 和 Kit ⑥                    |
| 5      | 10月14日 | 初次約會 * Maisy 和 Alex ③④ * Mishy 和 Mixson ③④ * Sica 和 鈴木 ④⑤ * Isabella 和 Kiva ⑤ * Kaying 和 Kit ⑥                    |
| 6      | 10月17日 | 初次約會 * Maisy 和 Alex ③④ * Mishy 和 Mixson ③④ * Sica 和 鈴木 ④⑤ * Isabella 和 Kiva ⑤ * Kaying 和 Kit ⑥                    |
| 7      | 10月18日 | 派對遊戲 |
| 8      | 10月19日 | 派對遊戲 |
| 9      | 10月20日 | 第二次約會 * Mishy 和 Alex ⑨ * Kaying 和 Kiva ⑨⑩ * Maisy 和 Mixson ⑩ * Isabella 和 Alex ⑪ * Sica 和 鈴木 ⑪ * Kaying 和 Kit ⑫ |
| 10     | 10月21日 | 第二次約會 * Mishy 和 Alex ⑨ * Kaying 和 Kiva ⑨⑩ * Maisy 和 Mixson ⑩ * Isabella 和 Alex ⑪ * Sica 和 鈴木 ⑪ * Kaying 和 Kit ⑫ |
| 11     | 10月24日 | 第二次約會 * Mishy 和 Alex ⑨ * Kaying 和 Kiva ⑨⑩ * Maisy 和 Mixson ⑩ * Isabella 和 Alex ⑪ * Sica 和 鈴木 ⑪ * Kaying 和 Kit ⑫ |
| 12     | 10月25日 | 第二次約會 * Mishy 和 Alex ⑨ * Kaying 和 Kiva ⑨⑩ * Maisy 和 Mixson ⑩ * Isabella 和 Alex ⑪ * Sica 和 鈴木 ⑪ * Kaying 和 Kit ⑫ |
| 13     | 10月26日 | 告白之夜 |
| 14     | 10月27日 | 浪漫 Glamping |
| 15     | 10月28日 | 阿正的約會 （特別嘉賓：栢天男）                                                                                              |

## 最終選擇
男生選擇
- 黃寶漳 → 李昭南
- 王勤傑 → 王嘉盈
- 鈴木啟介 → 何洛瑤
- 杜國樑 → 李昭南 ♥
- 黎振曦 → 陳海寧 ♥

## 外部連結
- ViuTV：姊妹們的國際市場（節目重温） （页面存档备份，存于）
- YouTube上的《姊妹們的國際市場》主題曲 - Got U（MV）
- YouTube上的《姊妹們的國際市場》插曲 - 長髮

## 電視節目的變遷
| 香港 ViuTV 星期一至五 22:30－23:00              | 香港 ViuTV 星期一至五 22:30－23:00                  | 香港 ViuTV 星期一至五 22:30－23:00 |
| ----------------------------------------------- | --------------------------------------------------- | ---------------------------------- |
|                                                 | 姊妹們的國際市場 （2022年10月10日－2022年10月28日） |                                    |
| 你是我的後援會 （2022年9月19日－2022年10月7日） | 對不起幫緊你 （2022年10月31日－2022年11月18日）     |                                    |